# Hugo Sánchez Márquez
Hugo Sánchez Márquez   (Ciutat de Mèxic, 11 de juliol de 1958) és un exfutbolista professional i entrenador. És considerat un dels millors jugadors mexicans de la història. És també el quart jugador que ha marcat més gols a la història de la Primera Divisió espanyola, amb 234 gols, després de Leo Messi, Cristiano Ronaldo i Zarra.

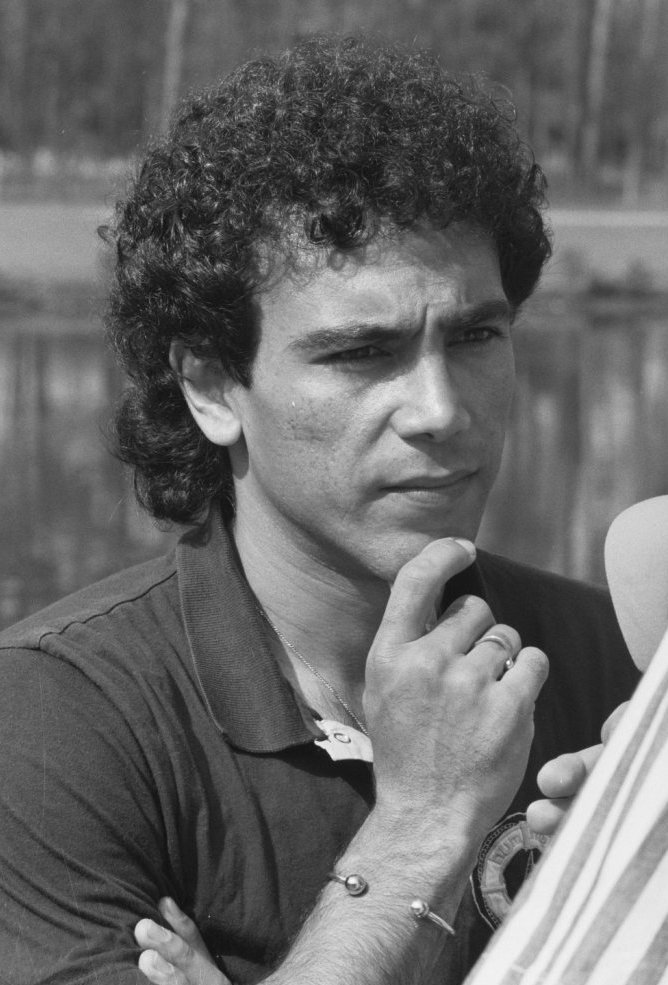
Hugo Sánchez el 1988.

La seva carrera futbolística va començar el 1975 a l'equip de Los Pumas de la Universidad Autónoma de México, on va debutar amb 18 anys, el 23 d'octubre de 1976. Va aconseguir se convocat el mateix any per jugar els Jocs Olímpics de Mont-real, al Canadà. El 1981 signa per l'Atlètic de Madrid, on jugarà fins a l'any 1985, quan fitxarà per l'altre equip de la ciutat, el Reial Madrid CF on va arribar al seu màxim nivell guanyant cinc títols de lliga seguits i igualant la temporada 1989-90 el rècord de Telmo Zarraonaindía, Zarra del major nombre de gols en una temporada, 38 a la temporada 1950-51, que finalment fou superat per Cristiano Ronaldo la temporada 2010-11.
Va deixar l'equip blanc als 33 anys, el 1992. Un altre cop a Mèxic va jugar amb la samarreta del Club América, tornant a Espanya a la campanya 1993/94, per jugar amb el Rayo Vallecano, amb el qual marcà 16 gols. Després del parèntesi al Rayo, segueix a Mèxic per disputar la campanya 1994-95 a l'Atlante de Mèxic. L'any següent fitxa pel Linz austríac de segona divisió, on només va estar un any guanyant el títol de lliga.
La campanya 1996-97 jugà a l'Atlético Celaya amb els seus antics companys Emilio Butragueño i Míchel.
Ha jugat els mundials de futbol del 1978, 1986 i 1994.

## Palmarès

### Com a jugador
| Títol                           | Club               | País    | Any  |
| ------------------------------- | ------------------ | ------- | ---- |
| Lliga de futbol de Mèxic        | UNAM Pumas         | Mèxic   | 1977 |
| Copa d'Or de la CONCACAF        | Selecció de Mèxic  | Mèxic   | 1977 |
| Copa de Campions de la CONCACAF | UNAM Pumas         | Mèxic   | 1980 |
| Lliga de futbol de Mèxic        | UNAM Pumas         | Mèxic   | 1981 |
| Copa Interamericana             | UNAM Pumas         | Mèxic   | 1981 |
| Copa del Rei                    | Atlético de Madrid | Espanya | 1985 |
| Supercopa d'Espanya             | Atlético de Madrid | Espanya | 1985 |
| Lliga espanyola                 | Real Madrid        | Espanya | 1986 |
| Copa de la UEFA                 | Real Madrid        | Espanya | 1986 |
| Lliga espanyola                 | Real Madrid        | Espanya | 1987 |
| Lliga espanyola                 | Real Madrid        | Espanya | 1988 |
| Supercopa d'Espanya             | Real Madrid        | Espanya | 1988 |
| Lliga espanyola                 | Real Madrid        | Espanya | 1989 |
| Copa del Rei                    | Real Madrid        | Espanya | 1989 |
| Supercopa d'Espanya             | Real Madrid        | Espanya | 1989 |
| Lliga espanyola                 | Real Madrid        | Espanya | 1990 |
| Supercopa d'Espanya             | Real Madrid        | Espanya | 1990 |
| Copa de Campions de la CONCACAF | América            | Mèxic   | 1992 |
| Segona divisió d'Àustria        | Keli Linz          | Àustria | 1996 |

### Com a entrenador
| Títol                     | Club       | País  | Any  |
| ------------------------- | ---------- | ----- | ---- |
| Torneig Apertura de Mèxic | UNAM Pumas | Mèxic | 2004 |
| Torneig Clausura de Mèxic | UNAM Pumas | Mèxic | 2004 |
| Trofeu Santiago Bernabéu  | UNAM Pumas | Mèxic | 2004 |